# Xixuthrus solomonensis
Xixuthrus solomonensis är en skalbaggsart som beskrevs av Marazzi 2006. Xixuthrus solomonensis ingår i släktet Xixuthrus och familjen långhorningar. Inga underarter finns listade i Catalogue of Life.